# Sette
Sette (estilizado como SE77E) é um extended play (EP) da cantora brasileira Claudia Leitte. Foi lançado de forma independente pela 2T's Entretenimento, empresa da cantora, no dia 30 de outubro de 2014, alcançando rapidamente a primeira posição no iTunes Brasil. O EP traz seis canções, sendo elas Matimba, Cartório, Foragido com participação de Edson Gomes, Carreira Solo, Abraço Coletivo e Salvador. De acordo com Claudia Leitte: "o álbum foi feito pensando no verão, no Carnaval, na praia e no churrasco." A versão física foi lançada pela Radar Records no dia 5 de dezembro de 2014.

## Antecedentes
"Tenho mania desse número [sete]. Sempre somei placas de carro e números de casas e de ônibus. Se o resultado der 7, é porque algo de muito bom vai acontecer. É assim até hoje. Vários fatos relevantes da minha vida são marcados pelo algarismo: nasci no mês 7, me casei no dia 7, meu nome tem sete letras, quando comecei no Babado Novo, éramos sete músicos, e por aí vai."

—Claudia Leitte sobre o número 7.
Em 2009, Claudia Leitte pretendia lançar um álbum com o nome "Sette", onde teria canções inéditas e um DVD acompanhado com sete videoclipes. Porém com o adiamento do álbum e a troca de gravadoras, o projeto ficou de lado, mais tarde tornando-se o álbum "As Máscaras" lançado pela cantora em 23 de maio de 2010 sob o selo da Sony Music. De acordo com Claudia, o título "Sette" foi inspirado num versículo bíblico: «Não julgueis, para que não sejais julgados» (Mateus 7:1), ou seja, "antes de julgar os outros devemos olhar para as próprias atitudes" Outro motivo que levou Claudia a chamar o álbum de "Sette", foi a sua afeição com o número.
Assim como foi feito na canção "Exttravasa", Sette é estilizado com duas letras "T" em referência ao sobrenome artístico da cantora. Em 2 de julho de 2009, Claudia Leitte deu início a uma turnê de mesmo nome. A Sette Tour durou até metade de janeiro de 2010. Em 17 de outubro, dias antes do lançamento do EP, Claudia Leitte deu início a Sette2 Tour. O EP foi disponibilizado para pré-venda no dia 28 de outubro de 2014 pela iTunes Store sem qualquer anúncio da cantora. Das canções presentes no EP, somente "Matimba" havia sido lançada e apresentada ao público.

## Composição e gravação
O EP contém composições de Claudia Leitte, Luciano Pinto, Fábio Alcântara, Duller, Samir, Tierry Coringa, Magno Sant'Anna, Nilton Maya, Bina Farofa, Marcelinho Black, Pinone Tavares, Edmar Filho, Henrique Cerqueira e Rafael Bernardo. Grande parte dos compositores já haviam trabalhado para Leitte anteriormente. Luciano Pinto e Claudia Leitte trabalharam juntos em composições desde a formação original do Babado Novo. Entre as composições da dupla, encontra-se as canções "Arriba (Xenhenhém)", "Elixir", "Eu Fico", "Lirirrixa", "Preto, Se Você Me Der Amor" e "Sem Você, Tô Mal". Fábio, Duller e Samir compuseram canções como "Largadinho" e "Tarraxinha". Magno compôs "Amor Toda Hora", canção que está presente no álbum "Axemusic - Ao Vivo". Tierry Coringa compôs três canções para o álbum, sendo elas "Foragido", "Cartório" e "Abraço Coletivo". Nilton Maya, Bina Farofa e Marcelinho Black haviam composto "Pancadão Frenético" para Claudia Leitte anteriormente, presente no álbum "Axemusic - Ao Vivo". Henrique Cerqueira trabalhou com Claudia nas canções "Pensando em Você", "Crime", "Don Juan" e "Quer Saber?".
Durante uma sessão de perguntas e respostas com fãs no Twitter, Claudia Leitte falou um pouco de cada música presente na lista de faixas do EP. Claudia definiu "Matimba" como "espetacular, contagiante e perfeita pra abrir um show" e "Cartório" como "mito e gostosa". "Foragido" como "a minha própria face", "Carreira Solo" levou a cantora aos tempos de Salsalitro, onde ela definiu como "aqueles shows onde todo mundo dança igual". "Salvador" a cantora definiu como um clássico do tipo "Baianidade Nagô" e "Abraço Coletivo" como a nova "Caranguejo".
A gravação de base, instrumental e a mixagem das canções do EP foram feitas no Studio Live com supervisão do engenheiro de áudio Ramos de Jesus, o assistente Léo, Deny Mercês como engenheiro de mixagem e Luis Lacerda na edição. As vozes foram gravadas nos estúdios Groove e Base, com Alex Reis como engenheiro de áudio e masterização por Absolute Master. Foi o projeto em que Claudia mais se envolveu na construção, servindo como produtora musical, arranjista, backing vocal e criação e direção de arte. Também foi responsável pelo remix de "Matimba" junto com Luciano Pinto.

## Lançamento
O anúncio sobre o lançamento do EP foi feito por Claudia Leitte em seu site oficial no dia 29 de outubro de 2014. Todas as redes sociais da cantora foram personalizadas com anúncios sobre o lançamento. Junto com o anúncio do EP, foi revelado que o mesmo ganharia uma sétima faixa que seria revelado em semanas. O álbum chamou a atenção da mídia pela forma em que foi lançado, de forma surpresa sem qualquer anúncio ao decorrer de sua gravação. No mesmo dia do anúncio, Claudia Leitte participou do "Face to Face" do Facebook, uma forma interativa de perguntas e respostas entre a cantora e seus seguidores na rede social. Questionada sobre a sétima faixa do álbum, Claudia afirmou que essa seria revelada no Natal:
"A (sétima) música vai ser um presente de Natal. Cantei com muita emoção, do meu coração para o coração dos outros. Eu deixei essa por último porque ela sai da proposta de tocar na barraca de praia. Tem mais surpresas em torno desta música e, quando ela vier, será para tocar a alma."
Em 5 de dezembro de 2014, uma versão promocional do EP foi distribuída para os fãs no Carnatal, em Natal/RN. A versão promocional do EP, feita exclusivamente para clientes do Bloco Largadinho, contém 14 faixas, sendo seis delas originais do EP, dois áudios em estúdio previamente divulgados, duas canções inéditas, "Portuñol" e "Te Ensinei Certin", as duas respectivamente com participações de Beto Perez e Ludmilla e quatro áudios extraídos do álbum "Axemusic - Ao Vivo" em versão sem o vozerio do público.
Uma versão física do EP foi lançada no Brasil em 17 de dezembro de 2014, através da Radar Records. Essa versão veio com um código de acesso no encarte para conteúdo exclusivo. A mesma versão acompanha a sétima faixa, um remix de "Matimba" com as participações dos rappers Big Sean e MC Guimê. Em 23 de dezembro foi lançado o conteúdo exclusivo anunciado no CD: um hotsite com papéis de parede do ensaio fotográfico do EP, feito por André Schiliró.

## Capa
A capa do álbum foi fotografada por André Schiliró e a criação e direção de arte da capa foi feita por Alceu Neto e Claudia Leitte. Ambos já haviam trabalhado com Claudia. Schiliró foi o responsável pelas fotos das capas dos álbuns "Ao Vivo em Copacabana" e "As Máscaras", e Alceu Neto foi responsável pelas artes das capas dos álbuns "As Máscaras", "Negalora: Íntimo" e "Axemusic - Ao Vivo". Na capa, a palavra "Sette" foi estilizada com dois algarismos "sete" no lugar da letra T, ficando "Se77e". No final do título do extended play na capa do álbum, é possível ver o algarismo "dois" na ponta da última letra "E", em relação a Sette2 Tour. O cabelo de Claudia foi penteado feito por seu cabeleireiro, Washington Rocha. O figurino foi escolhido com a ajuda do personal stylist da cantora, Renato Thomaz. Na internet foi feita comparações da capa do EP com a capa do single "Hold It Against Me" da cantora norte-americana Britney Spears.

## Singles
"Matimba" é o primeiro single, sendo lançado semanas antes de qualquer anúncio sobre o EP. Foi composta por Luciano Pinto, Fábio Alcântara, Claudia Leitte, Duller e Samir. A canção fala da dança africana "Matimba", que na canção é descrita como "uma mistura de kuduro e guitarrada" e fala sobre "o que você faria se o mundo acabasse amanhã?". Em 9 de novembro de 2014, a canção ganhou um remix oficial com as participações dos rappers Big Sean e MC Guimê. Em 11 de novembro, Claudia Leitte iniciou um concurso para criar uma versão remix para a canção, disponibilizando os downloads das bases da canção. A canção alcançou a posição número 3 na parada Brasil Regional Salvador Hot Songs da Billboard Brasil em 17 de dezembro de 2014. A canção ganhou o "Troféu 96 FM" na categoria de melhor canção do Carnatal.
"Cartório" foi anunciada como o segundo single dois dias após o lançamento do EP. A canção foi composta por Tierry Coringa e Magno Sant'Anna. A canção alcançou a posição número um na parada Brasil Regional Salvador Hot Songs da Billboard Brasil em 30 de janeiro de 2015. Uma versão da canção com participação do cantor Luan Santana foi lançada nas rádios em 5 de fevereiro de 2015 e sendo disponibilizada para download digital em 10 de fevereiro.
Singles promocionais
"Abraço Coletivo" e "Salvador" seriam lançadas como singles promocionais nas rádios, porém foram desistidos antes. "Portuñol" foi lançada como promocional em 5 de janeiro de 2015, sendo disponibilizada através do serviço de streaming somente no Spotify. Foi lançada através do Zumba Fitness, notando que a música foi feita especialmente para a empresa. Contém a participação de Beto Perez, fundador da Zumba Fitness e ganhou um videoclipe em 28 de dezembro de 2014, dias antes do lançamento oficial como single promocional. A versão lançada em single é diferente da versão presente no álbum, contendo 15 segundos a mais e uma introdução diferente.

## Divulgação
Uma turnê foi lançada dias antes do lançamento do extended play. A turnê que foi batizada de Sette2 Tour em referência a terceira turnê de Claudia, Sette Tour (2009). Foi iniciada em 17 de outubro de 2014 em São Paulo. Três canções do EP foram incluídas no repertório fixo da turnê, sendo elas Matimba, Cartório e Abraço Coletivo. Salvador foi apresentada na maioria dos shows em Salvador, como uma homenagem a cidade. "Foragido" foi apresentada em shows em trio elétrico. Além das canções do EP, clássicos da carreira de Leitte foram incluídas no repertório, como Beijar na Boca, Insolação do Coração, Faz Um, Exttravasa, Dekolê, Cai Fora, "Amor à Prova", Eu Fico, Famo$a, Amor Perfeito, Bola de Sabão, Claudinha Bagunceira, Largadinho, Lirirrixa, Pancadão Frenético, Tarraxinha e "Fulano in Sala". Covers das canções "O Samba da Minha Terra" de Dorival Caymmi, "Topo do Mundo" de Daniela Mercury e "Prefixo de Verão" da Banda Mel foram incluídas no repertório.
Claudia Leitte divulgou o álbum pela primeira vez no dia 29 de outubro de 2014 quando participou do quadro "De Cara" com Léo Dias, Antônia Fontenelle e Dedé Galvão da rádio FM O Dia. Além do álbum, a cantora divulgou as canções "Matimba", "Cartório" e "Foragido" na mesma rádio. Mais cedo do mesmo dia, Claudia participou do "Face to Face" do Facebook, onde ela respondeu perguntas de fãs, sendo algumas sobre o EP. Durante um show da "Sette2 Tour" em Uberaba, Minas Gerais no dia 31 de outubro de 2014, Claudia Leitte cantou pela primeira vez todas as músicas do EP, passando a incluir desde então parte da lista de faixas do EP no repertório. Durante sua participação no programa "Altas Horas", Claudia Leitte divulgou o EP pela primeira vez na televisão, cantando as músicas "Matimba" e "Cartório". Em 7 de abril de 2015, Claudia foi ao Programa do Ratinho para divulgar o EP e o single "Cartório". Em maio Claudia retomou a divulgação do EP indo aos programas "Programa do Gugu", "Raul Gil", "Legendários" e "Eliana".

## Recepção da crítica
| Críticas profissionais | Críticas profissionais |
| Avaliações da crítica  | Avaliações da crítica  |
| Fonte                  | Avaliação              |
| ---------------------- | ---------------------- |
| Cuíra Musical          | (Positiva)             |
| Notas Musicais         | 3 de 5 estrelas.       |
| Revista Quem Acontece  | (Positiva)             |

O extended play em geral recebeu críticas positivas. Patrick Moraes do site "Cuíra Musical" disse que o álbum tem sonoridades latinas mas sem tirar o axé music das canções. "Cartório" foi definida como axé romântico com pegada latina, "Abraço Coletivo" como suingueira pesada. "Salvador" foi considerada uma ótima composição e "Carreira Solo" foi eleita a canção mais apagada do álbum. Mauro Ferreira do site "Notas Musicais", disse que o álbum é bem produzido, vai manter inalterado o status de Claudia no mercado fonográfico e foi indicado para quem costuma ir atrás do trio elétrico de Claudia Leitte. Para o crítico, "Abraço Coletivo" abarca tudo o que se espera de um axé. Animado tema agalopado, cantado na velocidade elétrica dos trios, "Abraço Coletivo" faz convocação geral para a folia baiana. "Salvador" soa como propaganda turística da capital da Bahia e da axé music, segundo o crítico. "Matimba" adiciona toques de guitarrada, kuduro e zumba ao caldeirão fervido do axé, considerada uma das mais pegajosas do álbum. "Cartório", "Foragido" e "Carreira Solo" foram consideradas as menos grudentas do discos. Ambas abordam questão do amor e do desamor. A Revista Quem Acontece definiu o álbum como dançante, mostrando que Claudia Leitte é capaz de se reinventar e de produzir hits instantâneos como "Matimba".

## Desempenho comercial
Ao ser colocado na pré-venda, o EP rapidamente alcançou a segunda posição no "Top Álbuns" da iTunes Store Brasil, ficando atrás do álbum "1989" da cantora Taylor Swift. No dia seguinte o EP alcançou a primeira posição da iTunes Store Brasil. No dia do lançamento, além do álbum continuar na primeira posição, as canções "Cartório", "Foragido", "Salvador", "Matimba" e "Abraço Coletivo" entraram no ranking "Top Singles" da iTunes Store Brasil. O extended play também alcançou a primeira posição no ranking de álbuns mais baixados da Google Music. Durante a primeira quinzena de novembro, o álbum foi o mais executado em diversas plataformas de streaming, como Rdio, Deezer e Napster. A versão em CD do EP foi lançada nas lojas brasileiras no dia 17 de dezembro de 2014, com 25.000 cópias distribuídas em sua primeira tiragem. Foi o CD mais vendido na Livraria Saraiva durante a sua primeira semana de venda. Foi o 57º álbum mais vendido no Brasil no ano de 2014.

## Lista de faixas
| Download digital |                                |                                                           |         |  |
| N.º              | Título                         | Compositor(es)                                            | Duração |  |
| 1.               | "Matimba"                      | Luciano Pinto Fábio Alcântara Claudia Leitte Duller Samir | 3:43    |  |
| 2.               | "Cartório"                     | Tierry Coringa Magno Sant'Anna                            | 2:47    |  |
| 3.               | "Foragido" (part. Edson Gomes) | Coringa Sant'Anna Leitte                                  | 3:24    |  |
| 4.               | "Carreira Solo"                | Nilton Maya Bina Farofa Marcelinho Black Pinone Tavares   | 3:23    |  |
| 5.               | "Abraço Coletivo"              | Coringa Samir                                             | 3:27    |  |
| 6.               | "Salvador"                     | Edmar Filho Henrique Cerqueira Rafael Bernardo            | 3:16    |  |
| Duração total:   | Duração total:                 | Duração total:                                            | 20:03   |  |

| Edição física  |                                               |                                                       |         |  |
| N.º            | Título                                        | Compositor(es)                                        | Duração |  |
| 7.             | "Matimba (Remix)" (part. Big Sean e MC Guimê) | Pinto Alcântara Leitte Duller Samir Big Sean MC Guimê | 3:03    |  |
| Duração total: | Duração total:                                | Duração total:                                        | 23:06   |  |

| CD Promocional |                                             |                                                                       |         |  |
| N.º            | Título                                      | Compositor(es)                                                        | Duração |  |
| 1.             | "Matimba"                                   | Pinto Alcântara Leitte Duller Samir                                   | 3:43    |  |
| 2.             | "Cartório"                                  | Coringa Sant'Anna                                                     | 2:47    |  |
| 3.             | "Dekolê (Dekole)"                           | Antenor Heve Jonathan Perry Jean Leonard Tout Puissant versão: Leitte | 3:30    |  |
| 4.             | "Largadinho"                                | Duller Alcântara Samir                                                | 3:35    |  |
| 5.             | "Te Ensinei Certin" (part. Ludmilla)        | Jhama                                                                 | 2:12    |  |
| 6.             | "Portuñol" (part. Beto Perez)               |                                                                       | 3:55    |  |
| 7.             | "Carreira Solo"                             | Maya Farofa Black Tavares                                             | 3:23    |  |
| 8.             | "Foragido" (part. Edson Gomes)              | Coringa Sant'Anna Leitte                                              | 3:25    |  |
| 9.             | "Seu Ar"                                    | Tatau Xixinho                                                         | 3:56    |  |
| 10.            | "Salvador"                                  | Filho Cerqueira Bernardo                                              | 3:15    |  |
| 11.            | "Tarraxinha" (part. Luiz Caldas)            | Duller Alcântara Samir J. P. Feury / Versão: Luiz Caldas              | 3:43    |  |
| 12.            | "Pancadão Frenético" (part. Wesley Safadão) | Maya Black Farofa                                                     | 2:59    |  |
| 13.            | "Abraço Coletivo"                           | Coringa Samir                                                         | 3:27    |  |
| 14.            | "Claudinha Bagunceira"                      | Tatau Xininho                                                         | 3:21    |  |
| Duração total: | Duração total:                              | Duração total:                                                        | 47:12   |  |

## Créditos
Créditos retirados do encarte do álbum.
- Claudia Leitte – vocal principal, compositora, produtor musical, arranjos, vocal de apoio, direção de arte, criação de arte
- Luciano Pinto – produtor musical, direção musical, compositor, arranjos, teclados, piano, sampler, synths, loop, pandeiro
- Nivaldo Cerqueira – arranjo de metais, sax
- Durval Luz – arranjo de percussão (em "Abraço Coletivo", "Carreira Solo" e "Cartório"), percussão
- Nino Balla – arranjo de percussão (em "Matimba"), percussão
- Buguelo – bateria
- Alan Moraes – baixo
- Fábio Alcântara – compositor, guitarra, violão
- Gilberto – trompete
- Carlinhos Pitanga – trombone
- Ferreirinha – trombone
- Lucas de Gal – percussão
- Andersem Luz – percussão
- Joelma Silva – vocal de apoio
- Gil Alves – vocal de apoio
- Studio Live – gravação de base e instrumental, mixagem
- Studio Base – gravação de voz
- Studio Groove – gravação de voz
- Ramos de Jesus – engenheiro de áudio
- Léo – assistente
- Deny Mercês – engenheiro de mixagem
- Luis Lacerda – edição
- Alex Reis – engenheiro de áudio, gravação, mixagem
- Absolute Master – masterização
- Duller – compositor
- Samir – compositor
- Tierry Coringa – compositor
- Magno Sant'Anna – compositor
- Nilton Maya – compositor
- Bina Farofa – compositor
- Marcelinho Black – compositor
- Edmar Filho – compositor
- Rafael Bernardo – compositor
- Henrique Cerqueira – compositor
- Edson Gomes – vocal convidado
- Big Sean – vocal convidado, compositor
- MC Guimê – vocal convidado, compositor
- Steve Kipner – compositor
- Danny O'Donoghue – compositor
- Mark Sheehan – compositor
- Andrew Frampton – compositor
- André Schiliró – fotografia
- Alceu Neto – direção de arte, arte criativa
- Washington Rocha – cabeleireiro
- Renato Thomaz – estilista
- Radar Records – distribuição
- Raul Junior – direção geral
- Luis Parra – direção executiva
- Leandro S. Pereira – finalização do projeto gráfico

## Desempenho nas tabelas musicais

### Fim de ano
| Tabela musical (2014) | Melhor posição |
| --------------------- | -------------- |
| Top 100 Anual         | 57             |

Download digital
| 2018   | Melhor posição |
| ------ | -------------- |
| iTunes | 1              |

## Histórico de lançamento
| Região | Data                   | Formato(s)                              | Gravadora           |
| ------ | ---------------------- | --------------------------------------- | ------------------- |
| Brasil | 30 de outubro de 2014  | download digital [ 7 ] streaming [ 64 ] | 2T's Entretenimento |
| Brasil | 5 de dezembro de 2014  | EP (edição física)                      | Radar Records       |
| Brasil | 17 de dezembro de 2014 | CD                                      | Radar Records       |